# Ultrarojaliści
Ultrarojaliści (także: Ultrasi) – reakcyjna frakcja polityczna zasiadająca we francuskim parlamencie w latach 1815–1830 istniejąca podczas restauracji Burbonów. W skład tego stronnictwa wchodzili głównie politycy o poglądach prawicowych. Ultrarojaliści zniknęli ze sceny politycznej po rewolucji lipcowej i przejęciu tronu przez liberalnego króla Ludwika Filipa I.

## Restauracja Burbonów
Powrót w 1814 roku na tron Francji dynastii Burbonów doprowadził do ograniczenia czynnego prawa wyborczego. Z tego powodu w latach 1815–1817 oraz 1824–1827 do parlamentu dostała się ultrarojalistyczna większość. Ultrarojaliści, głoszący, że są „bardziej królewscy niż król” stanowili główną siłę polityczną podczas panowania króla Ludwika XVIII oraz Karola X. Sprzeciwiali się oni monarchii konstytucyjnej, utraty suwerenności państwa oraz wierzyli w powrót ancien régime. Frakcja ta sprzeciwiała się ideom liberalizmu, republikanizmu oraz demokracji. Podczas gdy Ludwik XVIII próbował doprowadzić do restauracji starego porządku wraz z poparciem społecznym, frakcja ultrarojalistów takiego pomysłu nawet sobie nie wyobrażała, nawet kiedy po rewolucji lipcowej do władzy doszli zwolennicy orleanizmu wraz królem Ludwikiem Filipem. Fakt ten doprowadził do utracenia znaczenia politycznego przez ultrarojalistów, który zmusił ich do powrotu na wieś i prowadzenia życia które pełnili przed wejściem do polityki.

## Spadek po ultrarojalistach
Po rewolucji lipcowej ultrarojaliści stracili na znaczeniu politycznym, choć całkowicie zniknęli ze sceny politycznej w 1879 roku. Spuścizną po frakcji byli legitymiści, którzy przez niektórych historyków są uznawani za pierwszą prawicową „rodzinę” we Francji, za orleanistami oraz bonapartystami.